# Michaela Vidláková
Michaela Eva Vidláková, rozená Lauscherová (* 30. prosince 1936 Praha) je česká biochemička a přeživší holocaustu. Je aktivní členkou několika organizací, například v reprezentaci Židovské obce v Praze, ve výboru Terezínské iniciativy a dalších. Jako činorodá pamětnice jezdí vypravovat svůj životní příběh mladé generaci v České republice i zahraničí.
Dne 28. října 2022 byla oceněna medaili Za zásluhy I. třídy. 

## Život

### Dětství
Narodila se sionistickým manželům Jiřímu a Irmě Lauscherovým. Matka byla učitelkou v židovské obecné škole v Jáchymově ulici a otec patřil k zakládajícím členům kibucu Sarid a několik let žil v Palestině. Začal pracovat jako technický vedoucí v továrně na kožešiny a plánovali se odstěhovat do Palestiny, k čemuž však z různých důvodů nedošlo. I když byla dítě, pociťovala protižidovské zákony a nařízení, jako například, že si nemohla hrát s nežidovskými dětmi nebo měla zakázáno vstupovat na hřiště. Museli se přestěhovat ze svého bytu na Letné do společného bytu na Žižkově a rodiče přišli o zaměstnání. Otec si našel novou práci v dílně, která vyráběla drobné dřevěné předměty.

### Vyrůstání v Terezíně
V prosinci 1942 dostali povolání do transportu do ghetta v Terezíně, kam za dva dny, 22. prosince 1942, odjeli. S sebou si vzala dřevěnou hračku pejska Pluta, kterou jí vyrobil její otec v práci v dílně, a díky tomu otec získal práci v dílně na dřevo. Byla ubytována v zdejším dětském domově a její matka, kromě práce vychovatelky v dívčím domově L218, se podílela i na tajném vzdělávání a výchově terezínských dětí. Od jara 1943 strávila víc než rok na terezínské marodce, protože onemocněla kombinací spály, tyfu a spalniček. Po propuštění z nemocnice začala bydlet s matkou na půdě, kde se otci podařilo vybudovat improvizovaný příbytek oddělený od prostoru kusem hadru. Otec spal s ostatními muži v mansardě na té samé půdě. Docházela do denního domova, kde se účastnila programu společně s dalšími dětmi. V říjnu 1944 byl její otec zařazen do transportu do Osvětimi. Zachránil se tím, že se přihlásil na opravu střechy, kterou poničil vítr den předtím. Když byla střecha hotová, transport už byl odjetý.

### Život v komunismu
Krátce po osvobození Terezína odjel otec do Prahy, kde ho brzy následovala i s matkou. Společně s matkou strávila léto v roce 1945 v ozdravovně na zámku v Kamenici. Po válce rodiče uvažovali o odstěhování se do Palestiny, ale ze zdravotních důvodů odjezd odkládali. Díky matčině píli v Terezíně nastoupila na podzim 1945 už do čtvrté třídy anglické obecné školy, ačkoli věkově patřila do třídy nižší. Otec se zúčastnil Dokumentační akce, jejímž cílem byla především dokumentace dějin Terezína. Po událostech v únoru 1948 byla zrušena anglická obecná škola, kterou navštěvovala. Když vznikl stát Izrael, začali rodiče pracovat na velvyslanectví v Praze, kde otec pomáhal s vyřizováním agendy a matka pracovala jako překladatelka. Na začátku 50. let ale narůstal antisemitismus, a tak se rozhodli pro přestěhování do Izraele. Kvůli zhoršení vztahů komunistického režimu s Izraelem byl ale výjezd ze země prakticky nemožný, proto se rozhodli na jaře 1953 ilegálně přejít hranice a na vídeňské izraelské ambasádě měli připravené izraelské pasy. Převaděč byl ale nejspíš napojen na Státní bezpečnost a během pokusu o překročení hranice byli zatčeni. Díky amnestii prezidenta Zápotockého byla po třech měsících ve vyšetřovací vazbě a dalších třech měsících ve věznici na Pankráci propuštěna společně s matkou. Po návratu ale už neměli svůj byt, proto bydleli u přátel, než získali nový. Otec byl mezitím ještě na půl roku ve vězení.
Byla vyloučena z francouzského gymnázia a začala pracovat jako technická kreslička v Potravinoprojektu. Během zaměstnání chodila na večerní školu pro pracující a odmaturovala. Díky výborným výsledkům na maturitě se přihlásila na Přírodovědeckou fakultu Univerzity Karlovy, kde se dostala až po odvolání k prezidentské kanceláři. V roce 1960 absolvovala na univerzitě a provdala se za sociologa Miloše Vidláka. Jako biochemik se specializovala na živočišnou fyziologii a pracovala v Ústavu pro výzkum výživy, který poté přešel pod IKEM.
Od 60. let navazovali její rodiče kontakt s německou dobrovolnickou organizací Aktion Sühnezeichen a jako pamětníci doprovázeli skupiny zahraničních návštěvníků do Terezína. Od narození byla celý život členkou Židovské obce v Praze a od konce 60. let zde vedla společně s Arturem Radvanským skupinku dětí, kde děti trávily svůj volný čas a seznamovaly je s jejich vírou a tradicemi. Kvůli problémům s úřadem pro dohled nad církvemi se vzdělávání dětí, které mohli vykonávat jen duchovní, vznikla turistická skupina pod hlavičkou ROH, díky níž mohli pokračovat v činnostech[ujasnit]. I když souhlasila s prohlášením Charty 77, raději ji nepodepsala, aby tato skupina nezískala větší pozornost. V rámci akce Pavouk byla ale s Arturem Radvanským opakovaně vyslýchána StB.

### Po sametové revoluci
V 90. letech byla požádána německými pedagogy, aby sdílela svůj a rodinný osud pro doplnění jejich znalostí k tematice vzdělávání o holocaustu. Z původně jednorázové akce se stala její pravidelná osvětová činnost a jezdí přednášet nejen na školy. Stala se členkou několika organizací. Byla například v reprezentaci Židovské obce v Praze, ve výboru Terezínské iniciativy a zapojila se do projektu Paměť národa. Z její iniciativy začala revitalizace Masarykova lesa v kibucu Sarid, který spoluzakládal její otec, a kde se i angažovala. Za svou práci jí německý prezident Joachim Gauck propůjčil Záslužný řád Spolkové republiky Německo, který jí 22. srpna 2016 předal německý velvyslanec Arndt Freytag von Loringhoven. Za svou práci byla u příležitosti oslav výročí vzniku Československa 28. října 2022 vyznamenána i prezidentem Milošem Zemanem medailí Za zásluhy I. třídy.

## Ocenění
- Záslužný kříž Záslužného řádu Spolkové republiky Německo (2016)
- Medaile Za zásluhy I. stupně (2022)
- Čestné občanství města Valašské Meziříčí (2023)[12]
- Zapsání se do Zlaté knihy města Braunschweig (2025)[13]